# Meliosma angustifolia
Meliosma angustifolia är en tvåhjärtbladig växtart som beskrevs av Elmer Drew Merrill. Meliosma angustifolia ingår i släktet Meliosma och familjen Sabiaceae. Inga underarter finns listade.